# Carl Gustaf Estlander
Carl Gustaf Estlander (né le 31 janvier 1834 à  Lapväärtti – mort le 28 août 1910 à Helsinki) est un professeur de l'Université d'Helsinki.

## Biographie
Dans les années 1870, Carl Gustaf Estlander lance l'initiative de créer l'Académie des beaux-arts d'Helsinki, une école dispensant des enseignements artistiques de haut niveau. 
Ce projet se réalisera dans les années 1880 et le bâtiment de l'Ateneum est inauguré en 1887. 
Ce nouveau bâtiment, accueille alors le Musée d'art Ateneum et  l'école de dessin de l'Association des arts de Finlande. 

## Ouvrages
- Richard Lejonhjärta i historien och poesin, väitöskirja.   1858
- Folksångerna om Robin Hood, väitöskirja.    Helsingfors 1859
- Poema del Cid , i svensk öfversättning med historisk och kritisk inledning utgifvet af Carl Gustaf Estlander.    Helsingfors 1863
- De bildande konsternas historia ifrån slutet af förra århundradet intill våra dagar.    L. J. Hierta, Stockholm 1867
- Bidrag till den provençaliska litteraturens historia.    Helsingfors 1868
- Den finska konstens och industrins utveckling hittills och hädanefter.     K. E. Holm, Helsingfors 1871
- Vid konstflitens härdar i Tyskland, Österrike, Schweitz och Belgien : reseanteckningar.      G. W. Edlund, Helsingfors 1875
- Om teckingskonsten och metoderna att lära den .     G. W. Edlund, Helsingfors 1875
- J.L. Runebergs estetiska åsigter.    Edlund, Helsingfors 1888
- J. L. Runebergs förhållande till Thorild : akademisk inbjudningsskrift.    Helsingfors 1889
- Hippolyte Flandrin, hans lefnad och verk.   Edlund, Helsingfors 1890
- Naturalismen enligt Zola : akademisk inbjudningsskrift.    Helsingfors 1891
- Adolf Ivar Arvidsson som vitter författare : akademisk inbjudningsskrift.    Helsingfors 1893
- (sv) C.G. Estlander  et al. (ill. a Gunnar Berndtson, Albert Edelfelt, Eero Järnefelt), Finland i 19de seklet : framstäldt i ord och bild af finska skriftställare och konstnärer, Helsinki, G. W. Edlund, 1893
- Bernardin de Saint-Pierre och hans Mémoire om Finland : akademisk inbjudningsskrift till prof. Mandelstams installation.  Helsingfors 1898
- I fosterländska ämnen : tal och föredrag.    G. W. Edlund, Helsingfors 1898
- Vitterhetens utveckling hos de nyare folken i medeltiden : förra perioden.   G. W. Edlund, Helsingfors 1900
- Runebergs skaldskap : kritiska studier föregångna af redogörelse för Normalupplagans redaktion samt en kronologisk förteckning.   G. W. Edlund, Helsingfors 1902
- Den moderna konsten, föredrag af C. G. E.     W. Hagelstam, Helsingfors 1903
- Från flydda tider : uppsatser, skildringar och tal.    Helios, Helsingfors 1905
- Skrifter av C. G. Estlander 1 : Uppsatser om Johan Ludvig Runeberg.      Svenska litteratursällskapet i Finland, Helsingfors 1914
- Skrifter av C. G. Estlander 2 : Uppsatser i litteratur och konst samt allmänna ämnen  1 : åren 1864–81.      Svenska litteratursällskapet i Finland, Helsingfors 1915
- Ungdomsminnen.   Schildt, Helsingfors 1918
- Skrifter av C. G. Estlander 2 : Uppsatser i litteratur och konst samt blandade ämnen 2 : åren 1882–93.      Svenska litteratursällskapet i Finland, Helsingfors 1919
- Skrifter av C. G. Estlander 2 : Uppsatser i litteratur och konst samt blandade ämnen 3 : åren 1893–1910.      Svenska litteratursällskapet i Finland, Helsingfors 1921
- Skrifter av C. G. Estlander 3 : De bildande konsternas historia från slutet av adertonde århundradet till 1867, utg. och kommenterad av Tancred Borenius.      Svenska litteratursällskapet i Finland, Helsingfors 1925
- C. G. Estlanders första romresa, utg. av Torsten Steinby.     Svenska litteratursällskapet i Finland, Helsingfors 1974